# Saint-Genouph
Saint-Genouph is een gemeente in het Franse departement Indre-et-Loire (regio Centre-Val de Loire). De plaats maakt deel uit van het arrondissement Tours. Saint-Genouph telde op 1 januari 2022 1.022 inwoners.

## Geografie
De oppervlakte van Saint-Genouph bedroeg op 1 januari 2022 4,74 vierkante kilometer; de bevolkingsdichtheid was toen 215,6 inwoners per km².

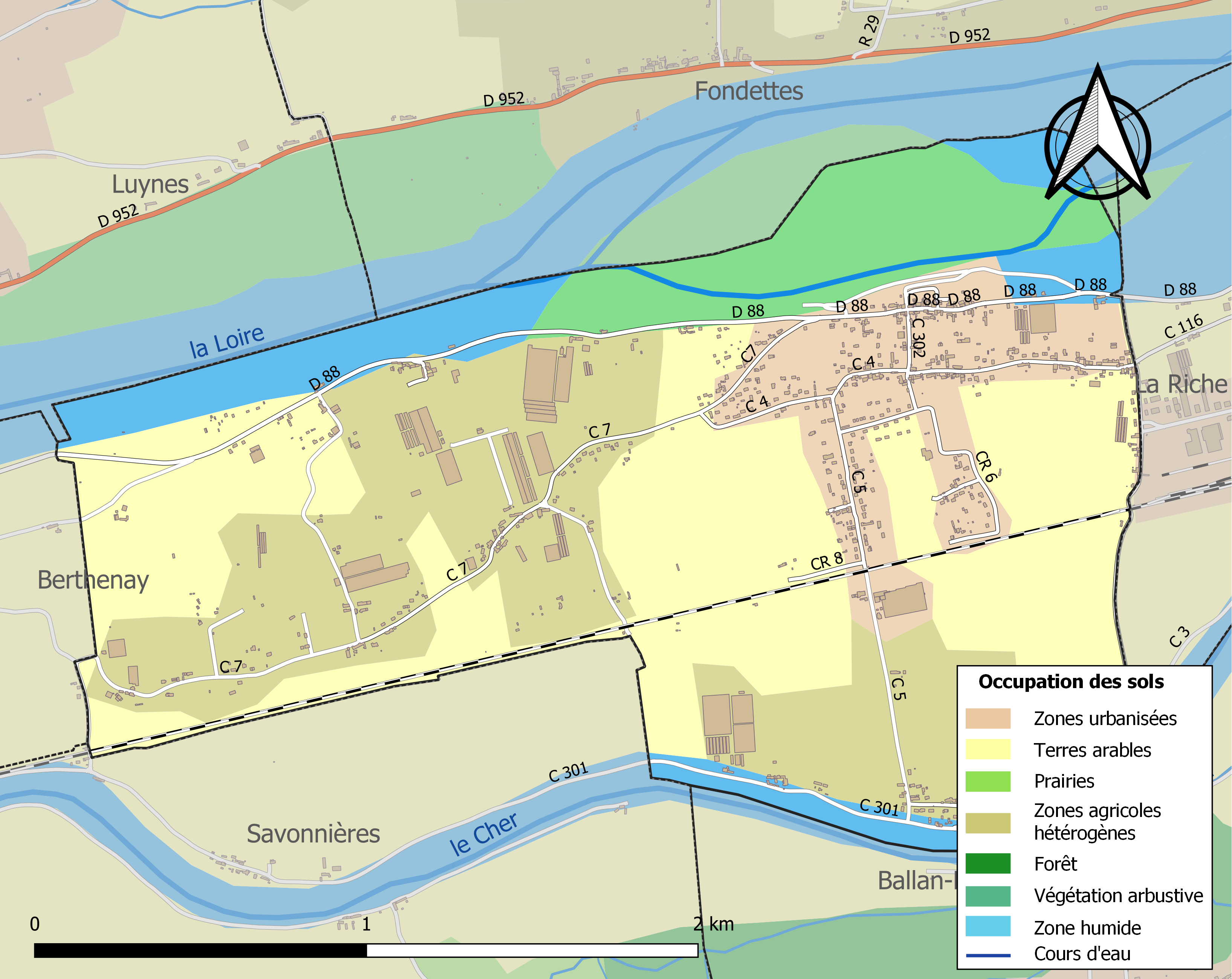
Kaart van de gemeente met de belangrijkste infrastructuur, bodemgebruik en omliggende gemeenten

## Demografie
Onderstaande figuur toont het verloop van het inwonertal (bron: INSEE-tellingen).